# Îles Reef
Cet article concerne les îles Reef à l'est des îles Salomon. Pour les îles Reef voisines, au nord du Vanuatu, voir îles Rowa.
Les îles Reef sont un archipel de seize îles dans la province de Temotu aux îles Salomon. Ces îles sont également connues comme les îles Swallow ou îles Matema (qui signifie « hirondelle »).
Les îles se situent à 80 km (50 milles marins) au nord de Nendo, la plus grande des îles Santa Cruz.

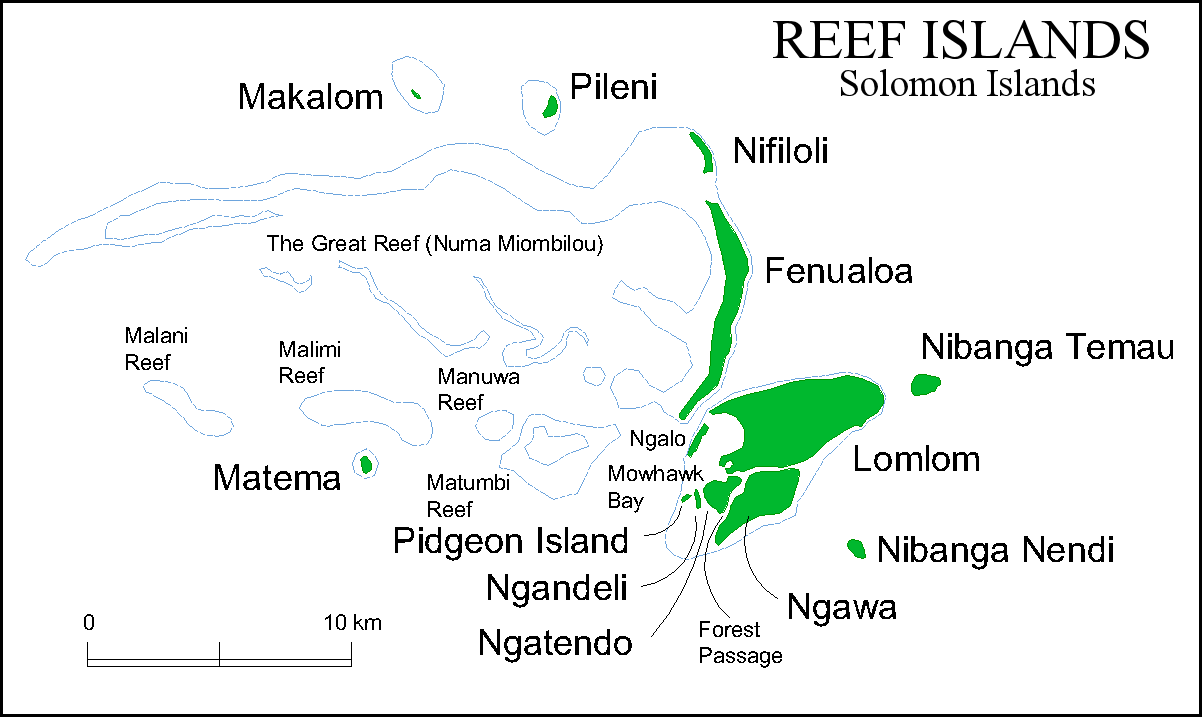
Carte des îles Reef. Nukapu et Nupani ne figurent pas sur la carte, étant situées plus au nord-ouest du groupe principal.

## Géographie
Les atolls ou îles du groupe sont :
- Lomlom ou Lom-Lom
- Nifiloli ou Nioluli
- Fenualoa
- Ngalo
- Ngawa
- Ngandeli
- Nyibangä Temââ
- Nyibangä Nede
- Matema
- Ngatendo
- Pigeon Island (Solomon Islands) (en)

Séparées de ces groupes, se trouvent des îles qualifiées d'externes (en anglais "outer islands") :
- Nalongo et Nupani à 10° 06′ 36″ S, 165° 19′ 12″ E, situées à environ 75 km au nord-ouest du groupe principal
- Nukapu située à environ 35 km au nord-ouest du groupe principal
- Makalom à environ 17 km au nord-ouest du groupe principal
- Pileni à environ 9 km au nord-ouest du groupe principal
- Patteson Shoal à environ 100 km du groupe principal

## Population et langues
La population totale est de 5 600 habitants (estimations de 2003).
Les habitants de la plupart des îles parlent l’äiwoo; à Pileni, Matema, Nupani and Nukapu, on parle le vaeakau-taumako, une langue polynésienne originaire de Tuvalu.